# Yann Le Guennec
Pour les articles homonymes, voir Le Guennec.
Yann Le Guennec est un plasticien français né à Hennebont le 4 novembre 1968 et mort le 12 juillet 2014 à Locmiquélic.

## Repères biographiques
De 1989 à 1997, Yann Le Guennec travaille à partir des matériaux disponibles dans son environnement pour composer des assemblages et des installations in situ, principalement dans l'espace public.
En 1998, il cofonde le collectif Actions Réseaux Numériques qui a pour vocation d'explorer et développer les usages de l'Internet dans le champ artistique. Le collectif développe alors des dispositifs participatifs dans le cadre de manifestations internationales :
- rwxrwxrw, ISEA 2000, Paris ;
- Gestion des stocks, Galerie Pierre Tal Coat, Hennebont, 2001[2] ;
- Metamorphosis, Contemporary Art Centre, Vilnius, 2002[3].

En 1999 et 2000, Actions Réseaux Numériques organise à Lorient deux éditions d'un festival consacré aux pratiques artistiques mettant en œuvre les technologies de l'information et de la communication : x-99 et x-00.
Yann Le Guennec participe alors également aux expérimentations en ligne de l'initiative Radiophare animée par Olivier Zablocki, et du groupe Lieudit, en compagnie notamment d'Antoine Moreau, Jacques Perconte, Nicolas Frespech.
De 2005 à 2007, il prend part aux travaux du groupe Intelligence Collective de la Fondation internet nouvelle génération. Au cours de cette période, il collabore avec Olivier Auber au sein d'un groupe qu'ils ont appelé Anoptique, au développement de dispositifs en ligne de visualisations de données. Il développe alors en particulier une œuvre dérivée du Générateur Poïétique : l'Agrégateur Poïétique, un système de visualisation de flux RSS dans une forme de tableau abstrait. L'Agrégateur Poïétique a servi de base au projet BigPicture (visualisation de Facebook en temps réel) réalisé avec Albertine Meunier et Olivier Auber.
Entre 2001 et 2010, il intervint régulièrement à l'École de design Nantes Atlantique,.
À partir de 2007, son travail s'oriente vers une pratique de l'image variable en réseau. Les images numériques sur Internet étaient conçues comme des tableaux qui changent en fonction de données en circulation, en particulier les données associées aux spectateurs de ces tableaux en ligne. Ces tableaux intitulés « Paysages des erreurs » sont accessibles en ligne à partir d'une carte.
C'est dans cet état d'esprit qu'en 2011 il met en ligne le site de Geofocalisation, réalisé en collaboration avec Charles Héranval et l'Observatoire du Land Art. Il reste peu de traces sur Internet de ce projet, à part un site inactif et une page Facebook sans administrateur décrite ainsi : « Le groupe Géofocalisation est un observatoire artistique qui propose une série de paysages expérimentaux. Les spectateurs interagissent avec les images et laissent leur empreinte virtuelle, et visuelle, sur le paysage visité. Dans l'image, le lieu du paysage photographié est le point focal, par rapport auquel convergent ou divergent les représentations. Les images produites évoluent en permanence, au gré des connexions et des choix de visualisations des regardeurs, qui ont ainsi la possibilité de composer leurs propres tableaux. »
Durant l’année 2012, l'artiste participe à plusieurs reprises au laboratoire de recherche Never Ending Object (NEO)  animé par Ann Guillaume, explorant aux côtés des nombreux artistes invités le statut de l’objet d’art dans son rapport à l’histoire de l’art et à l’archéologie. On le retrouve à NEO III et NEO IV, deux expositions présentées en mars/avril à la Cité internationale des arts (Paris), ainsi qu’à la galerie de l’Espace d’en bas début septembre pour NEO VI.
En 2014, toutes les œuvres de Yann Le Guennec, que l'auteur a choisi de publier sous Licence Art Libre, restent disponibles en ligne. En 2017, la revue Coïncidences consacre son n°18.

## Expositions (sélection)
- 2013 : Yann Le Guennec, Soo Kyoung Lee. Abbaye de Coat Malouen, Kerpert, France[18].
- 2009 : TOOL BOX (as part of the exhibition ‘Urban Ping Pong’ curated by Emmanuel Ropers). Galerie Fernand Leger. Centre d'art contemporain d'Ivry, France.
- 2009 : Si j’avais un marteau !, base d'Appui d'Entre-deux, Nantes, France.
- 2008 : TOOL BOX. Commissariat : Jacques Rivet, Marie-Laure Viale, Ghislain Mollet-Viéville et Christian Ruby. Base * d'Appui d'Entre-deux, Nantes, France.
- 2007 : The Latency of the Moving Image in New Media. Curated by Eduardo Navas. Telic Arts Exchange, Los Angeles, USA.
- 2007 : DIWO. HTTP gallery, London. UK.
- 2004 : ASCII Art. Maison populaire, Montreuil, France.
- 2002 : Metamorphosis. Net Art Presentation. Curator : Kristina Inciuraite. Contemporary Art Centre, Vilnius, Lithuania.
- 2001 : Gestion des stocks. Galerie Pierre Tal Coat, Hennebont, France.
- 2000 : ISEA2000, International Symposium of Electronic Art. Invited by Fréderic Madre within Syndicate Panel. Paris, France.
- 1995 : L'Art dans les chapelles, Chapelle Notre Dame de La Ferrière, Plumeliau, France.